# Liste der Ergebnisse des NBBL Top Four
Mit dem TOP4-Turnier der Nachwuchs-Basketball-Bundesliga wird das Halbfinale und das Finale der deutschen Meisterschaft der Altersklasse U19 ausgetragen.

## 2006/07
Das erste Top4-Turnier der NBBL fand am 5./6. Mai 2007 vor 2000 Zuschauern in Paderborn statt.
| Mannschaft 1       | Mannschaft 2               | Ergebnis |
| ------------------ | -------------------------- | -------- |
| Halbfinale         |                            |          |
| SG Bonn / Rhöndorf | Team Urspring              | 46:71    |
| Phoenix Hagen      | TSV Tröster Breitengüßbach | 74:69    |
| Spiel um Platz 3   |                            |          |
| SG Bonn / Rhöndorf | TSV Tröster Breitengüßbach | 76:66    |
| Finale             |                            |          |
| Team Urspring      | Phoenix Hagen              | 82:61    |

## 2007/08
Das zweite Top4-Turnier fand am 31. Mai und 1. Juni 2008 in Langen statt. Meister wurde zum zweiten Mal Team Urspring.
| Mannschaft 1       | Mannschaft 2               | Ergebnis |
| ------------------ | -------------------------- | -------- |
| Halbfinale         |                            |          |
| SG Bonn / Rhöndorf | Team Urspring              | 53:72    |
| Alba Berlin        | TSV Tröster Breitengüßbach | 70:57    |
| Spiel um Platz 3   |                            |          |
| SG Bonn / Rhöndorf | TSV Tröster Breitengüßbach | 83:91    |
| Finale             |                            |          |
| Team Urspring      | Alba Berlin                | 84:76    |

## 2008/09
Das dritte Top4-Turnier fand am 9./10. Mai vor mehr als 2000 Zuschauern in Berlin statt. Meister wurde ALBA Berlin.
| Mannschaft 1               | Mannschaft 2               | Ergebnis |
| -------------------------- | -------------------------- | -------- |
| Halbfinale                 |                            |          |
| Alba Berlin                | TSV Tröster Breitengüßbach | 70:48    |
| Team Urspring              | Paderborn Baskets          | 52:63    |
| Spiel um Platz 3           |                            |          |
| TSV Tröster Breitengüßbach | Team Urspring              | 60:50    |
| Finale                     |                            |          |
| Alba Berlin                | Paderborn Baskets          | 75:70    |

## 2009/10
Das vierte Top4-Turnier fand am 14./15. Mai 2010 vor 1500 Zuschauern in Bamberg statt. Meister wurde zum dritten Mal Team ALBA Urspring.
| Mannschaft 1       | Mannschaft 2      | Ergebnis |
| ------------------ | ----------------- | -------- |
| Halbfinale         |                   |          |
| Franken Hexer      | ALBA Berlin       | 57:78    |
| Team ALBA Urspring | Paderborn Baskets | 68:67    |
| Finale             |                   |          |
| Team ALBA Urspring | ALBA Berlin       | 63:50    |

## 2010/11
Das fünfte Top4-Turnier fand am 14./15. Mai vor 2000 Zuschauern in der Rundsporthalle in Ludwigsburg statt. Team ALBA Urspring verteidigte seinen Titel und wurde zum vierten Mal Meister.
| Mannschaft 1                              | Mannschaft 2               | Ergebnis |
| ----------------------------------------- | -------------------------- | -------- |
| Halbfinale                                |                            |          |
| Junior Phantoms Braunschweig/Wolfenbüttel | TSV Tröster Breitengüßbach | 72:76    |
| Team ALBA Urspring                        | Paderborn Baskets          | 73:53    |
| Finale                                    |                            |          |
| TSV Tröster Breitengüßbach                | Team ALBA Urspring         | 57:68    |

## 2011/12
Das sechste Top4-Turnier fand am 19./20. Mai in der Enervie Arena in Hagen statt. Nachdem der Vizemeister des Vorjahres TSV Tröster Breitengüßbach den Titelverteidiger ALBA Urspring im Halbfinale besiegt hatte, gewann man auch das Finale vor 1.400 Final-Zuschauern gegen den Top4-Neuling Eisbären Bremerhaven, die den Gastgeber Phoenix Hagen Juniors im Halbfinale besiegt hatten.
| Mannschaft 1          | Mannschaft 2               | Ergebnis | Schiedsrichter                                      |
| --------------------- | -------------------------- | -------- | --------------------------------------------------- |
| Halbfinale            |                            |          |                                                     |
| Phoenix Hagen Juniors | Eisbären Bremerhaven       | 67:79    | Armin Mutapcic, Gabriel Zangenfeind, Lukas Fröhlich |
| Team ALBA Urspring    | TSV Tröster Breitengüßbach | 64:68    | Wojciech Swilo, Nicolai Bohn, Martin Suckfüll       |
| Finale                |                            |          |                                                     |
| TSV Breitengüßbach    | Eisbären Bremerhaven       | 79:65    | Steve Bittner, Armin Mutapcic, Lukas Fröhlich       |

## 2012/13
Die siebte Auflage des TOP4 Turniers fand am 11./12. Mai in der Stechert-Arena in Bamberg statt. Mit dem TSV Tröster Breitengüßbach ist erstmals der Gewinner des NBBL-Titels selbst Ausrichter der Endrunde um die deutsche Meisterschaft. Die Rekordgewinner der Urspringschule setzten sich im Finale gegen den Gastgeber durch und gewannen ihren 5. Titel vor knapp 3500 Zuschauern.
| Mannschaft 1                             | Mannschaft 2               | Ergebnis | Schiedsrichter                                |
| ---------------------------------------- | -------------------------- | -------- | --------------------------------------------- |
| Halbfinale                               |                            |          |                                               |
| Internationale Basketballakademie Berlin | CYBEX Urspring             | 52:71    | Kimmo Lehnen, Nicolai Bohn, Lukas Fröhlich    |
| TSV Tröster Breitengüßbach               | Phoenix Hagen Juniors      | 91:77    | Steve Bittner, Armin Mutapcic, Kasra Kaveh    |
| Finale                                   |                            |          |                                               |
| CYBEX Urspring                           | TSV Tröster Breitengüßbach | 83:71    | Steve Bittner, Wojciech Swilo, Bastian Bänsch |

## 2013/14
Beim achten Top4-Turnier am 17./18. Mai 2014 vor 2.200 Zuschauern in der Artland-Arena von Quakenbrück konnte Alba Berlin Titelverteidiger Cybex Urspring entthronen.
| Mannschaft 1            | Mannschaft 2      | Ergebnis |
| ----------------------- | ----------------- | -------- |
| Halbfinale              |                   |          |
| Schoder Junior Giraffen | Alba Berlin       | 40:50    |
| Cybex Urspring          | Paderborn Baskets | 77:66    |
| Finale                  |                   |          |
| Alba Berlin             | Cybex Urspring    | 69:56    |

## 2014/15
Beim neunten Top4-Turnier am 16./17. Mai 2015 vor insgesamt 5.000 Zuschauern an beiden Tagen in der früheren Hagener Ischelandhalle war erstmals der Vorjahres-Vizemeister und fünffache Titelträger Team Urspring nicht vertreten. Der spätere Titelgewinner FC Bayern München konnte Titelverteidiger Alba Berlin im Halbfinale entthronen und gewann das Endspiel gegen den Nachwuchs von Eintracht Frankfurt.
| Mannschaft 1      | Mannschaft 2        | Ergebnis    |
| ----------------- | ------------------- | ----------- |
| Halbfinale        |                     |             |
| FC Bayern München | Alba Berlin         | 66:56       |
| Phoenix Hagen     | Eintracht Frankfurt | 80:88 n.2V. |
| Finale            |                     |             |
| Bayern München    | Eintracht Frankfurt | 69:59       |

## 2015/16
Das Top4-Turnier der Saison 2015/16 fand in der Kuhberghalle in Ulm statt. Zum ersten Mal seit Nachwuchs-Basketball-Bundesliga 2012/13 gelang es dem TSV Tröster Breitengüßbach sich für das Finale zu qualifizieren. Mit einem Sieg über Alba Berlin gelang der zweite Titelgewinn nach 2012.
| Mannschaft 1               | Mannschaft 2               | Ergebnis |
| -------------------------- | -------------------------- | -------- |
| Halbfinale                 |                            |          |
| Ratiopharm Ulm             | TSV Tröster Breitengüßbach | 56:65    |
| Young Dragons              | Alba Berlin                | 53:81    |
| Finale                     |                            |          |
| TSV Tröster Breitengüßbach | Alba Berlin                | 65:46    |

## 2016/17
Das insgesamt elfte Top4-Turnier wurde am 26./27. Mai 2017 in der Fraport Arena in Frankfurt am Main ausgetragen. Im Finale kam es zum Münchener Staderby zwischen der Internationalen Basketball-Akademie München und dem FC Bayern München. Die Bayern behielten die Oberhand und konnten bei ihrer zweiten Top4-Teilnahme den zweiten NBBL-Titel verbuchen.
| Mannschaft 1                               | Mannschaft 2                               | Ergebnis |
| ------------------------------------------ | ------------------------------------------ | -------- |
| Halbfinale                                 |                                            |          |
| Alba Berlin                                | Internationale Basketball-Akademie München | 66:74    |
| Young Rasta Dragons                        | FC Bayern München                          | 61:104   |
| Finale                                     |                                            |          |
| Internationale Basketball-Akademie München | FC Bayern München                          | 71:94    |

## 2017/18
Das Top4-Turnier der Saison 2017/18 fand am 26./27. Mai 2018 in der Artland-Arena in Quakenbrück statt. Alba Berlin gelang es, den Titelverteidiger FC Bayern München im Halbfinale zu besiegen, und sicherte sich am Ende den insgesamt dritten NBBL-Titel der Vereinsgeschichte. Für die Bayern war es die erste Top4-Teilnahme ohne Gewinn der Meisterschaft.
| Mannschaft 1        | Mannschaft 2      | Ergebnis |
| ------------------- | ----------------- | -------- |
| Halbfinale          |                   |          |
| Young Rasta Dragons | Ratiopharm Ulm    | 82:79    |
| Alba Berlin         | FC Bayern München | 79:71    |
| Finale              |                   |          |
| Young Rasta Dragons | Alba Berlin       | 68:77    |

## 2018/19
Das Top4-Turnier der Saison 2018/19 fand am 25./26. Mai 2018 in der Sparkassen-Arena in Jena statt. Das Finale bestritten die beiden bayerischen Teilnehmer, an dessen Ende der FC Bayern München seine dritten NBBL-Meisterschaft feiern konnte.
| Mannschaft 1       | Mannschaft 2       | Ergebnis |
| ------------------ | ------------------ | -------- |
| Halbfinale         |                    |          |
| DBV Charlottenburg | TSV Breitengüßbach | 87:74    |
| Alba Berlin        | FC Bayern München  | 76:81    |
| Finale             |                    |          |
| TSV Breitengüßbach | FC Bayern München  | 80:84    |

## 2019/20 & 2020/21
Das Top4-Turnier der Saison 2018/19 sollte in Ludwigsburg stattfinden, aufgrund der COVID-19-Pandemie wurde die Veranstaltung jedoch abgesagt. Auch in der darauffolgenden Saison gab es kein Finalturnier.

## 2021/22
Das Top4-Turnier der Saison 2021/22 fand am 21./22. Mai 2022 in der Ballsporthalle in Frankfurt am Main statt. Im Finale schlug Alba Berlin seinen Kontrahenten aus dem Norden, die Young Rasta Dragons souverän und beendete die Saison somit ungeschlagen als Deutscher Meister.
| Mannschaft 1        | Mannschaft 2      | Ergebnis |
| ------------------- | ----------------- | -------- |
| Halbfinale          |                   |          |
| Young Rasta Dragons | FC Bayern München | 68:64    |
| Alba Berlin         | Ratiopharm Ulm    | 85:72    |
| Finale              |                   |          |
| Young Rasta Dragons | Alba Berlin       | 64:107   |

## 2022/23
Das Top4-Turnier der Saison 2022/23 fand am 27./28. Mai 2023 in der Ballsporthalle in Frankfurt am Main statt. Im Finale schlug Alba Berlin wie im Vorjahr den Kontrahenten aus dem Norden, die Young Rasta Dragons und beendete die Saison somit erneut als Deutscher Meister.
| Mannschaft 1        | Mannschaft 2      | Ergebnis |
| ------------------- | ----------------- | -------- |
| Halbfinale          |                   |          |
| Young Rasta Dragons | Team Urspring     | 78:61    |
| Alba Berlin         | FC Bayern München | 83:66    |
| Finale              |                   |          |
| Young Rasta Dragons | Alba Berlin       | 75:78    |

## 2023/24
Das Top4-Turnier der Saison 2023/24 fand am 10.–12. Mai 2024 in der Sporthalle Charlottenburg in Berlin statt. Im Finale schlugen die Young Rasta Dragons souverän die Baskets Juniors Oldenburg und wurde damit zum ersten Mal Deutscher Meister.
| Mannschaft 1        | Mannschaft 2      | Ergebnis |
| ------------------- | ----------------- | -------- |
| Halbfinale          |                   |          |
| Young Rasta Dragons | Team Urspring     | 78:61    |
| Alba Berlin         | FC Bayern München | 83:66    |
| Finale              |                   |          |
| Young Rasta Dragons | Alba Berlin       | 75:78    |

## 2024/25
Das Top4-Turnier der Saison 2024/25 findet vom 17.–18. Mai 2025 in der Berliner Sömmeringhalle in Berlin statt.
| Mannschaft 1         | Mannschaft 2      | Spiel      | Ergebnis |
| -------------------- | ----------------- | ---------- | -------- |
| Halbfinale           |                   |            |          |
| Alba Berlin          | Ratiopharm Ulm    | 17.05.2025 |          |
| Rasta Academy Vechta | FC Bayern München | 17.05.2025 |          |
| Finale               |                   |            |          |
|                      |                   |            |          |